# Patrick Huckle
Patrick Huckle (* 4. November 1983 in Karlsruhe) ist ein deutscher Fußballspieler.

## Karriere
Nachdem Patrick Huckle seine Jugendzeit in seiner Heimatstadt Karlsruhe beim Karlsruher SC verbracht hatte, spielte er fortan für mehrere Baden-Württemberger Vereine. Vier Vereine durchlief er in ebenso vielen Jahren: FC Nöttingen, FC Rastatt 04, SV 1946 Weingarten und SV Elversberg. Zwei Jahre spielte er dabei in der Oberliga, dazwischen in der Verbandsliga und zuletzt in der Regionalliga Süd, die damals noch die dritthöchste Liga im deutschen Fußball war.
Der Wechsel zum SSV Ulm 1846 im Sommer 2006 bedeutete zwar wieder einen Rückschritt in die Oberliga, dafür blieb der Abwehrspieler drei Jahre am Stück in der vierthöchsten Spielklasse. Danach lehnte er aber das Ulmer Angebot zur Vertragsverlängerung ab. Mit dem Wechsel nach Hessen zum Drittligisten Kickers Offenbach erhoffte sich Huckle 2009 einen Schritt nach vorne, stattdessen landete er wieder nur in der Oberligamannschaft und wechselte deshalb bereits in der Winterpause weiter zum SV Waldhof Mannheim.
Da der SVW aber am Saisonende keine Lizenz mehr für die Regionalliga West erhielt, wechselte der linke Verteidiger innerhalb der Liga zu Preußen Münster, die einen Ersatz für einen Weggang auf dieser Position suchten. Nach der misslungenen Vorsaison war Huckle im Team der Westfalen wieder eine feste Größe, trug in 31 Einsätzen dazu bei, dass am Saisonende 2011 der Aufstieg in die 3. Liga stand und wurde zum Publikumsliebling. Endlich im Profifußball angekommen, knüpfte er in der Saison 2011/12 zunächst nahtlos an die Vorsaison an. Nach einer Verletzung und dem zwischenzeitlichen Trainer-Wechsel (Pavel Dotchev kam für Marc Fascher) verlor er jedoch seinen Stammplatz und kehrte erst gegen Ende der Saison für wenige Spiele wieder in die Startformation zurück. Seitens des SCP wurde ihm dann keine Vertragsverlängerung angeboten.
Zur Saison 2012/13 kehrte er zum SV Waldhof Mannheim zurück, für den er die folgenden zwei Jahre in der Regionalliga Südwest spielte. Zur Saison 2014/15 unterschrieb er einen Ein-Jahres-Vertrag bei Rot-Weiss Essen. Mit Essen gewann er 2015 und 2016 den Niederrheinpokal. Nach drei Jahren an der Hafenstraße schloss sich Huckle im Sommer 2017 dem Südwest-Regionalligisten FSV Frankfurt an.
2019 ging er dann weiter zum 1. CfR Pforzheim und seit 2020 steht er bei Verbandsligist SpVgg Durlach-Aue unter Vertrag.

## Erfolge
- Aufstieg in die 3. Liga 2011 mit Preußen Münster
- Qualifikation für die Regionalliga Süd 2008 mit dem SSV Ulm
- Niederrheinpokalsieger 2015 und 2016 mit Rot-Weiss Essen